# Edward Johnston
Edward Johnston (CBE) (San José de Mayo, 11 de fevereiro de 1872 – Ditchling, 26 de novembro de 1944) foi um artesão e designer gráfico britânico, nascido no Uruguai.
Junto de Rudolf Koch é considerado o pai da caligrafia moderna. É mais conhecido por ter sido o responsável pelo design da fonte sem-serifa Johnston utilizada nos letreiros do Metrô de Londres até a década de 1980, quando passou por uma reformulação. Ele também desenhou o símbolo em forma de medalhão das placas das estações.

## Biografia
Johnston nasceu em San José de Mayo, em 1872. Seu pai, Fowell Buxton Johnston, nascido em 1839, era oficial do terceiro regimento dos Dragon Guards, de cavalaria pesada escocesa, filho mais novo do primeiro-ministro escocês Andrew Johnston com sua segunda esposa, a abolicionista Priscilla Buxton, filha de Sir Thomas Fowell Buxton. O tio de Johnston tornou-se governador de Essex em 1860.
A família retornaria para a Inglaterra em 1875. Com seu pai em busca de trabalho e sua mãe doente, Johnston acabou sendo criado pela tia. Foi educado em casa, principalmente, aprendendo matemática, tecnologia e criando iluminuras para manuscritos. Sua mãe viria a falecer em 1891 e Johnston começou então a trabalhar com o tio. Ingressou na Universidade de Edimburgo para cursar medicina, mas abandonou o curso algum tempo depois.
Seu pai se casaria novamente com a irmã do Barão Robert Chalmers. Desta união nasceria seu meio-irmão, Andrew Johnston (1897–1917), morto em um acidente quando sua aeronave do Real Corpo Aéreo caiu enquanto estava de serviço na Primeira Guerra Mundial.

## Carreira
Depois de estudar cópias publicadas de manuscritos do arquiteto William Harrison Cowlishaw e um manual de Edward F. Strange, ele foi apresentado a Cowlishaw em 1898 e depois a William Lethaby, diretor da Escola Central de Arte e Design. Lethaby o aconselhou a estudar manuscritos no Museu Britânico, o que encorajou Johnston a fazer seus manuscritos usando uma pena de ponta larga.
Lethaby também contratou Johnston para lecionar lettering e ele começou a ensinar na Central School em Southampton Row, em Londres, em setembro de 1899, onde influenciou o designer de fontes e escultor Eric Gill. A partir de 1901, ele também deu uma aula no Royal College of Art e muitos alunos foram inspirados por seus ensinamentos.
Ele publicou um manual, "Writing & Illuminating, & Lettering" em 1906. Começou um segundo livro na década de 1920, mas Johnston morreu sem terminá-lo. Em 1913, Frank Pick o contratou para projetar uma nova fonte para o metrô de Londres, e a fonte sem-serifa de formas simples e claras Johnston foi o resultado.
Em 1913, Johnston foi um dos editores do The Imprint, um periódico para a indústria gráfica. Para este artigo, a Monotype Corporation fez uma nova fonte completa: Imprint, série 101, exclusivamente para uso em The Imprint. Nas 9 edições de The Imprint, muitos artigos sobre caligrafia foram incluídos.

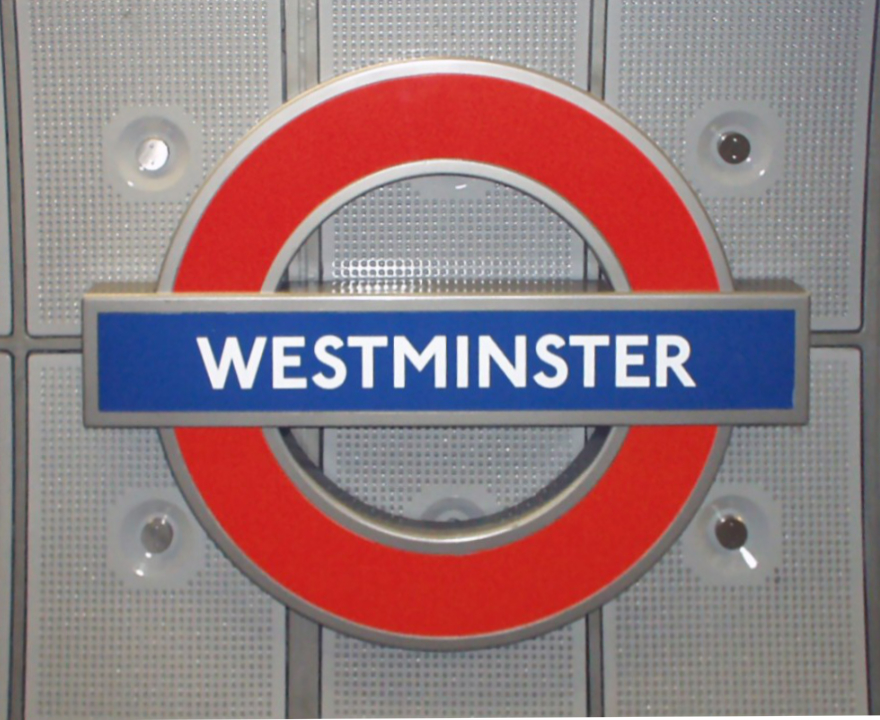
Versão moderna da marca do London Underground

Ele também foi creditado por reviver a arte da moderna caligrafia sozinho através de seus livros e aulas. Johnston também concebeu o estilo de escrita caligráfica redonda simples, escrita com uma caneta larga, conhecida hoje como a mão fundamental (o que Johnston originalmente chamou de "mão inclinada", que foi desenvolvida a partir do estilo romano e meio-uncial).
Johnston influenciou uma geração de tipógrafos e calígrafos britânicos, incluindo Graily Hewitt, Irene Wellington, Harold Curwen e Stanley Morison, Alfred Fairbank, Florence Kingsford Cockerell e Eric Gill. Também influenciou a transição das letras góticas para as romanas na Alemanha e Anna Simons foi uma de suas estudantes. Ele também lecionou em Dresden em 1912. Em 1921, estudantes de Johnston fundaram a Society of Scribes & Illuminators (SSI), a principal sociedade de caligrafia do mundo.
A nova fonte do metrô de Londres não agradou a todos. Alguns de seus estudantes acreditavam que a fonte era muito moderna e industrial.

## Vida pessoal
Em 1900, Johnston conheceu a diretora de escola escocesa Greta Grieg e eles se casaram em 1903. O casal teve três filhas. Eles moraram em Londres até se mudarem para a vila de Ditchling, em East Sussex. Sua esposa morreu em 1936. Em 1939, ele foi nomeado Comandante da Ordem do Império Britânico.

## Morte
Johnston morreu em sua casa, em Ditchling, em 26 de novembro de 1944, aos 72 anos. Ele foi sepultado no cemitério da Igreja de St. Margaret, em Ditchling.

## Publicações
- Johnston, Edward (1995). Writing & Illuminating & Lettering. [S.l.]: Dover Publications. pp. 480 pp. ISBN 0-486-28534-0
- Johnston, Edward (1986). Lessons in Formal Writing. [S.l.]: Taplinger Publishing Company. pp. 243 pp. ISBN 0-8008-4642-7
- Johnston, Edward (1990). Decoration and Its Uses. [S.l.]: Tenspeed. pp. 64 pp. ISBN 0-89815-401-4